# Radiação espacial
Os efeitos do ambiente de radiação espacial em sistemas e instrumentos de naves espaciais são considerações significativas de design para missões espaciais. A exposição de astronautas é uma preocupação séria para missões tripuladas. Para enfrentar esses desafios e ter projetos confiáveis e econômicos, o ambiente de radiação deve ser compreendido e modelado com precisão. A natureza do ambiente varia muito entre órbitas baixas da Terra e órbitas mais altas da Terra. Há variações de curto e longo prazo com a fase do ciclo solar. Descrições dos cinturões de radiação e partículas de origem solar e cósmica são revisadas.

## Ambientes de radiações espaciais

### Radiação ionizante
A exposição de células vivas e tecidos à radiação ionizante (formas de radiação que podem remover elétrons dos átomos nessas células ou tecidos) pode resultar em danos moleculares, que podem eventualmente levar a lesões precoces e tardias. A exposição de células ou tecidos à radiação ionizante causa danos ao DNA, que há muito tem sido considerado como a principal causa de lesão celular e morte celular. Doses de radiação ionizante estão relacionadas a 1 Joule de energia absorvida por quilograma de massa, por exemplo, nos tecidos. Como doses iguais de diferentes tipos de radiação ionizante podem não ter efeitos biológicos iguais, pode-se expressar exposição à radiação como dose equivalente em Sieverts (Sv), que é a dose absorvida multiplicada por um fator de ponderação de radiação sem unidade e explica a diferença na resposta biológica.
A radiação ionizante pode assumir muitas formas, incluindo ondas eletromagnéticas e partículas carregadas de alta energia, a qual deposita sua energia ao longo de trilhas cilíndricas densamente ionizantes. Essas formas de radiação podem ser distinguidas, entre outras características, pela quantidade de energia que a radiação transfere para o material alvo por unidade de comprimento da pista, ou transferência linear de energia (LET).
- Radiação ionizante na forma de ondas eletromagnéticas, como raios-X ou γ-radiação, são consideradas formas de radiação low-LET e depositam sua energia uniformemente em volumes alvo.[2]
- Partículas carregadas de alta energia liberam sua energia ao longo de trilhas densas de ionização e são consideradas radiação de alta LET.[2]

As viagens espaciais estão associadas à exposição de baixa taxa de dose à radiação de alta-LET se a forma de raios cósmicos galácticos (GCR) e eventos ocasionais de partículas solares de alta taxa de dose (SPEs).

### Ambiente de radiação em órbitas baixas da terra (LEO)
Uma órbita baixa da Terra (LEO) é uma órbita centrada na Terra próxima ao planeta, frequentemente especificada como um período orbital de 128 minutos ou menos (fazendo pelo menos 11,25 órbitas por dia) e uma excentricidade menor que 0,25. A maioria dos objetos artificiais no espaço sideral estão em LEO, com uma altitude nunca superior a cerca de um terço do raio da Terra. O termo "região LEO" também é usado para a área do espaço abaixo de uma altitude de 2.000 km (1.200 mi) (aproximadamente um terço do raio da Terra).
Importantes fontes de radiação ionizante (IR) nas órbitas da ISS (altitude: de 300 a 400 km; inclinação orbital: 51,6°) incluem as três fontes primárias de radiação:
- raios cósmicos galácticos (GCRs), que variam amplamente de prótons a fe-íons.[5]
- eventos de partículas solares (SPEs), elétrons e prótons presos nos Cinturões Van Allen (TPs) fora da espaçonave. Estes se combinam para produzir um ambiente de radiação complexo dentro e ao redor da ISS, e a complexidade dessa radiação depende do ciclo solar, altitude e blindagem de cada módulo da ISS.[5]

Os GCRs primários compreendem prótons e partículas carregadas de íons pesados de alta energia (HZE) com espectros de energia formando um pico amplo em torno de 1 eV/n (Na física, um elétron-volt, símbolo eV, também escrito elétron-volt e elétron volt, é a medida de uma quantidade de energia cinética adquirida por um único elétron acelerando do descanso através de uma diferença potencial elétrica de um volt no vácuo). Fluxos de menos de 10 eV/n estão inversamente relacionados à atividade solar. Os fluxos GCR dependem fortemente da altitude da ISS e são difíceis de proteger contra o uso de uma massa de proteção realista para a estrutura da ISS devido à sua alta energia. Os GCRs primários produzem muitas partículas secundárias através do projétil e da fragmentação de alvos nos materiais de proteção da ISS e nos corpos dos astronautas. Os fluxos de TPs primários aumentam substancialmente à medida que a altitude da ISS aumenta. Embora os fluxos de TPs primários possam ser efetivamente reduzidos por blindagem fina (alguns g/cm^2), partículas secundárias produzidas por reações nucleares aumentam em número à medida que a massa de proteção aumenta e se torna dominante em fluxos sob condições espessas de proteção. Assim, os TPs desempenham um papel no aumento ou diminuição da exposição dos astronautas à radiação em LEO. As energias dos TPs são geralmente inferiores às dos GCRs, e sua energia máxima é de aproximadamente várias centenas de eV.
Desde que a construção da ISS começou em 1998, houve mais de 120 SPEs (contados pela NOAA, Space Weather Forecast) que afetaram o ambiente da Terra ao longo dos ciclos solares. O retorno emergencial dos astronautas seguindo as regras de voo devido a SPEs severos nunca ocorreram antes por causa do campo magnético protetor da Terra. A Agência de Exploração Aeroespacial do Japão (JAXA) realizou uma série de experimentos de monitoramento para avaliar o ambiente de radiação dentro e fora do Módulo de Experimento japonês Kibo, que faz parte da ISS com Dosímetro Passivo (um dosímetro termoluminescente, abreviado como TLD, é um dosímetro de radiação passiva, que mede a exposição à radiação ionizante medindo a intensidade da luz visível emitida por um cristal sensível no detector quando o cristal é aquecido) para o monitoramento de radiação de área no Módulo de Experimento japonês "Kibo" da ISS.
Concluiu-se que as características do ambiente de radiação espacial em LEO contêm o seguinte:
1. uma alta contribuição da radiação de transferência de energia alta-linear (LET) que tem um fator de alta qualidade (QF) até 30;
2. as taxas de dose têm valores algumas centenas de vezes maiores do que os do solo;
3. a distribuição direcional da radiação espacial é quase isotrópica;
4. efeitos de radiação ocorrem sob μG (Micrograma);

A radiação espacial para LET maior que vários keV/μm (Transferência linear de energia) causa danos mais graves aos seres vivos do que a radiação low-LET. Medições apenas de doses absorvidas são insuficientes para investigar efeitos biológicos ou avaliar o risco de radiação para os astronautas. Os equivalentes de dose levando em conta as distribuições let de partículas de alto LET, seus QFs de alta radiação e eficácia biológica relativa (RBE) devem ser medidos considerando o ambiente de radiação espacial.
Os ambientes de radiação espacial incluem nêutrons rápidos com uma ampla gama de energia além de várias dezenas de MeV. A contribuição da dose de nêutrons foi aproximadamente estimada através do experimento STS-89 space shuttle/Mir com RRMD-III (Estação Espacial Mir vista do Endeavour durante STS-89) para partículas carregadas e BBND para nêutrons com energias inferiores a 15 MeV, ambas carregadas simultaneamente. Doses de nêutrons contribuindo para doses totais na constelação de leão, ao redor da Lua e Marte ainda estão sendo estimadas com vários códigos de simulação. No entanto, nenhuma medição prática foi estabelecida até agora com um dosímetro pessoal de nêutrons aplicável à energia superior a ~20 MeV. A abordagem mais física e prática para estimar a dose de nêutrons de alta energia é determinar teoricamente e experimentalmente os valores let de partículas carregadas energéticas liberadas por interações com os nêutrons e um fantasma antropomórfico.

### Ambiente de radiação além do LEO (espaço profundo, lua e marte)
O ambiente de radiação espacial difere dentro e fora do LEO, incluindo a superfície da Lua, Marte e espaço profundo. Em explorações passadas, as medições de radiação espacial foram conduzidas por três missões interplanetárias no ambiente orbital da Lua e de Marte para gerar mapas globais de dosagem e medir espectros de energia abaixo de 100 MeV. No espaço profundo fora do campo magnético protetor da Terra, partículas carregadas de HZE de GCRs e partículas energéticas solares (SEPs) afetam fortemente a dosimetria dos astronautas. As doses de radiação espacial mudam drasticamente devido à intensidade variada e amplitude máxima dos eventos dentro e perto dos ambientes da Lua e de Marte, onde um campo magnético protetor está quase completamente ausente.
Portanto, para o gerenciamento de doses de radiação de astronautas expostos tanto aos SEPs quanto aos GCRs, é essencial estabelecer métodos para estimar doses de órgãos e doses eficazes que sejam tanto relativas aos limites de dose de carreira. Estes são obtidos a partir do espectro energético da radiação espacial e doses de dosímetros de pessoal e sistemas de monitoramento de radiação ambiental.
Atualmente, como parte do programa Artemis da NASA, os astronautas vão pousar na Lua até 2024. Sob o guarda-chuva da Artemis, o Lunar Orbital Platform-Gateway, que é uma estação orbitando a Lua, fornece uma plataforma de cooperação internacional para experimentos científicos e exploração da superfície lunar. Os limites de dose de carreira para Gateway ainda estão sob coordenação entre parceiros internacionais. Atualmente, não há missão interplanetária para medir o ambiente espacial no Japão. Assim, devemos realizar medições reais além da LEO para determinar materiais eficazes, locais eficazes e espessuras ou combinações apropriadas com base em avaliações de referência. Esta informação será útil para voos espaciais interplanetários e viagens esperadas em um futuro próximo.

### Radiação ultravioleta solar (UV)
Uv é parte da energia natural produzida pelo sol. A radiação UV tem comprimentos de onda de radiação eletromagnética de 10 nanômetros (nm) a 400 nm, que são mais curtos que a luz visível (de 400 nm a 700 nm), mas mais longos que o raio-X. A radiação UV atinge a superfície da Terra. A radiação UV é classificada em três regiões com base em seus efeitos nos processos biológicos:
- UV-C (<280 nm), que é um comprimento de onda altamente energético, é eliminado pela camada estratosférica de ozônio e não é encontrado por plantas;[5]
- UV-B (280-315 nm) e UV-A (315-400 nm), ambas as radiações atingem a superfície da Terra;[5]

Cianobactérias criaram uma fundação do ambiente em que a maioria dos organismos vivem hoje. A camada de ozônio absorve completamente a radiação UV-C prejudicial (<285 nm), e através da evolução, os organismos foram capazes de expandir seu habitat da água para a terra. A fotossíntese movida pela luz solar manteve a composição da atmosfera, e as plantas servem como fonte de alimento para os animais. Embora a luz solar seja altamente benéfica para a vida na Terra, ela contém radiação UV-B prejudicial (280-315 nm) apesar de sua absorção eficiente pela camada de ozônio. Embora a radiação UV-B seja responsável por <0,5% da energia solar total na superfície da Terra, sua alta energia causa danos a componentes celulares importantes, como DNA, RNA, proteínas e lipídios, pois é prontamente absorvida por tais macromoléculas. Entre eles, o DNA, que armazena informações genéticas, é um dos principais alvos de danos induzidos por UV, e a radiação UV pode alterar diretamente sua estrutura. Os principais fotoprodutos induzidos por UV são os fossores de pirimidina ciclobutano (CPDs) e os fotoprodutos pirimidina-pirimidina (6-4), que também são denominados (6-4) fotoprodutos. Os CPDs são responsáveis por aproximadamente 75% dos danos no DNA e os (6-4) fotoprodutos para a maioria dos 25% restantes. O dano de DNA impede a replicação e transcrição, induz mutações e pode ser letal. Portanto, a radiação UV causa danos a todos os organismos, incluindo plantas. A maioria dos cânceres de pele são causados por radiação UV danificando o DNA nas células da pele. As plantas, que são organismos séssil, têm maior risco de danos uv-B em comparação com organismos que se movem, o que reduz o crescimento e a produtividade.
O ambiente do espaço é caracterizado pela baixa gravidade, oscilação de temperatura, radiação UV solar de comprimento de onda curta e ir cósmico complexo. Em particular, o espaço é tomado por uma variedade de diferentes tipos de radiação e, portanto, os astronautas são expostos a uma quantidade consideravelmente grande de radiação espacial. Além disso, no espaço, UV-C com comprimentos de onda mais curtos que UV-B são muito mais prevalentes, e sua intensidade é muito maior do que na Terra. Na superfície de Marte, a radiação UV-B é notavelmente maior do que a da Terra e excede o limite de segurança para a vida terrestre. Portanto, para estabelecer sistemas sustentáveis de suporte de vida para garantir a vida humana a longo prazo no espaço, os efeitos do complicado ambiente espacial não só para os seres humanos, mas também para as plantas devem ser compreendidos. O crescimento e a sobrevivência das plantas serão necessários para fornecer nutrientes e oxigênio aos seres humanos sob um sistema de reciclagem de recursos no espaço.

## Riscos à tripulação
A exploração humana do sistema solar além da órbita da Terra implicará muitos riscos para a tripulação nessas missões espaciais profundas. Um dos riscos mais significativos para a saúde é a exposição ao ambiente de radiação espacial áspera além da proteção fornecida pelo campo magnético intrínseco da Terra. Exposições crônicas ao espectro de raios cósmicos galácticos de fundo (GCR) sempre presentes, composto por todos os elementos químicos de ocorrência natural, são combinadas com exposições esporádicas, possivelmente agudas a grandes fluxos de partículas energéticas solares, principalmente prótons e partículas alfa. O ambiente de fundo do GCR é principalmente uma questão de preocupação para efeitos estocásticos, como a indução de câncer com mortalidade subsequente em muitos casos, e efeitos determinísticos tardios, como cataratas e possíveis danos ao sistema nervoso central. Infelizmente, os riscos reais de indução e mortalidade por câncer devido ao componente de íons pesados de alta energia muito importante do espectro GCR são essencialmente desconhecidos. A ocorrência esporádica de eventos de partículas energéticas solares extremamente grandes (SPE), geralmente associadas à intensa atividade solar, também é uma grande preocupação para a possível manifestação de efeitos agudos das altas doses que acompanham tais radiações, especialmente efeitos da síndrome da radiação aguda, como náuseas, hemorragia ou, possivelmente, até mesmo a morte.